# 그라노비타야궁

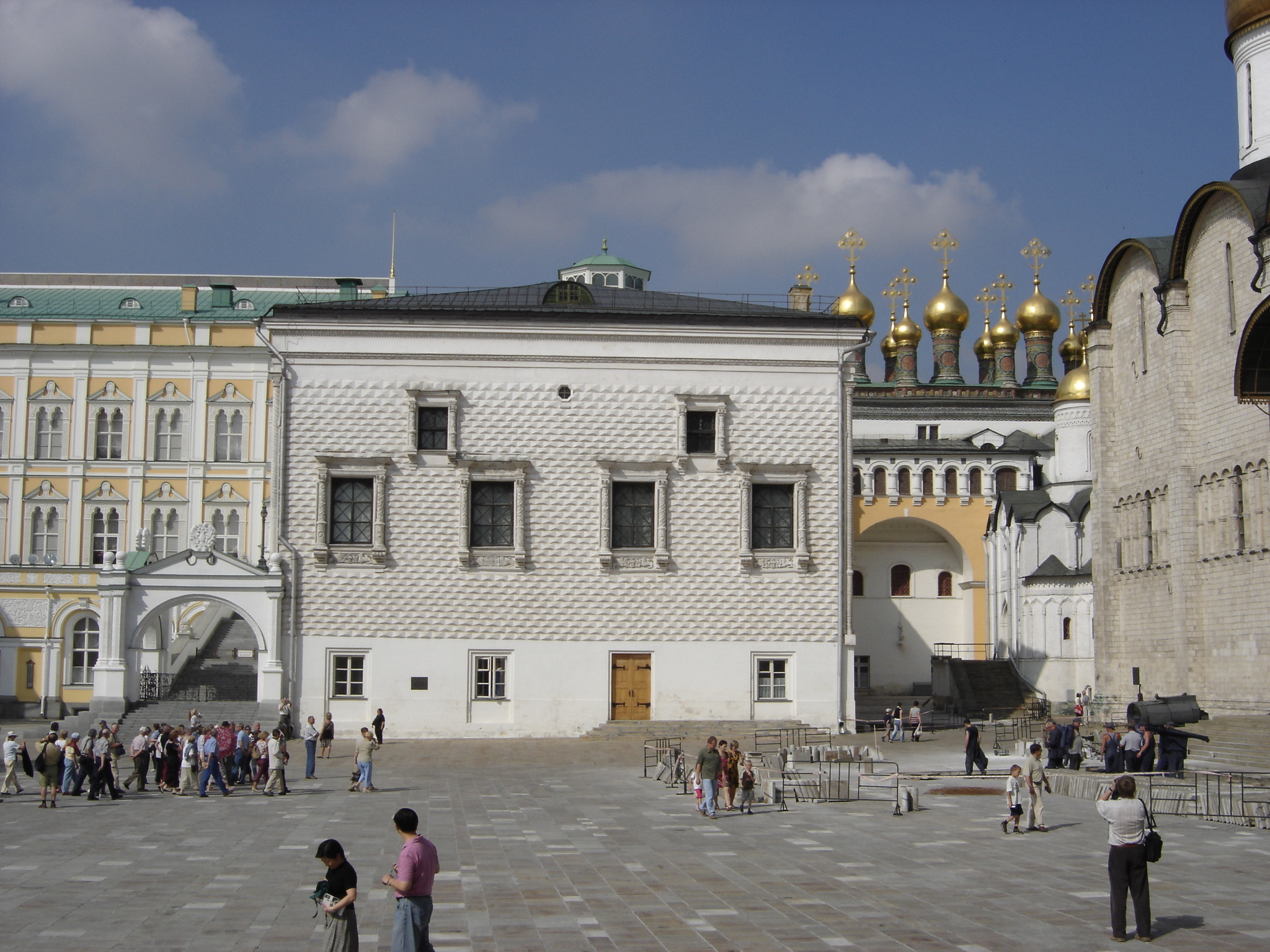
그라노비타야궁

그라노비타야궁(러시아어: Грановитая Палата)은 모스크바 크렘린 내부에 있는 궁전으로, 러시아 차르들의 알현실이 있다. 교회와 성당들을 제외하면 모스크바에 있는 가장 오래된 건물이기도 하다. 현재는 러시아 대통령의 공식적인 접견실이기에, 일반인들의 출입은 엄격히 제한되며 오직 미리 신청한 소수의 사람들만 일부를 관람할 수 있다. 

## 건물
그라노비타야궁이라는 이름은 궁전의 동쪽 파사드에 있는 정교한 석재 장식물들 때문에 붙은 이름이다. 현재의 그라노비타야궁은 한때 순백의 석회암으로 지어진 거대한 궁전의 일부이다. 외부 정면에서 바라볼 때에는 3층의 직사각형 건물로 보이나, 실제로 안에 들어가 보면 반지하실을 가진 1층짜리 건물이다. 서쪽 면에는 통로가 있어 곧바로 크렘린 대궁전의 중앙 건물로 출입할 수 있도록 설계되어 있다.
그라노비타야궁의 1층에는 현관과 함께 거대한 주 홀이 자리하고 있다. 둘 다 모두 아름다운 프레스코화와 정교한 석재 장식으로 마감되어 있으며, 주 홀의 면적은 약 500 m² (5,380 ft²)에 달한다. 주 홀의 현관, 벽, 그리고 홀의 천장들은 모두 러시아 정교회와 러시아 역사를 상징하는 프레스코화로 뒤덮여 있다. 이 프레스코화들은 1880년에 알렉산드르 3세에 의하여 복구된 것들이다. 이 곳은 16세기와 17세기에 차르들의 알현실로 활용되었으며, 현재도 러시아의 공식적인 행사 때 알현실의 용도를 하고 있다. 
건물의 남쪽 파사드에는 '붉은 계단'이 있다. 붉은 계단은 난간에 사자 장식이 있는 계단으로, 차르들이 이 계단을 내려와 즉위식을 하기 위해 교회로 들어갔다. 이 계단이 마지막으로 이 용도로 사용된 것은 1896년에 니콜라이 2세의 즉위식 때였다. 1682년 때의 반란에는 당시 황제였던 표트르 1세의 정적들이 이 계단으로 굴러떨어져 밑에서 기다리고 있던 군사들에 의해 목숨을 잃었기도 하다. 1930년대에 이오시프 스탈린은 이 계단을 군주제의 상징물로 여겨 없애버렸으나, 소련이 붕괴된 이후 1994년에 막대한 비용을 들여 다시 복원하였다.

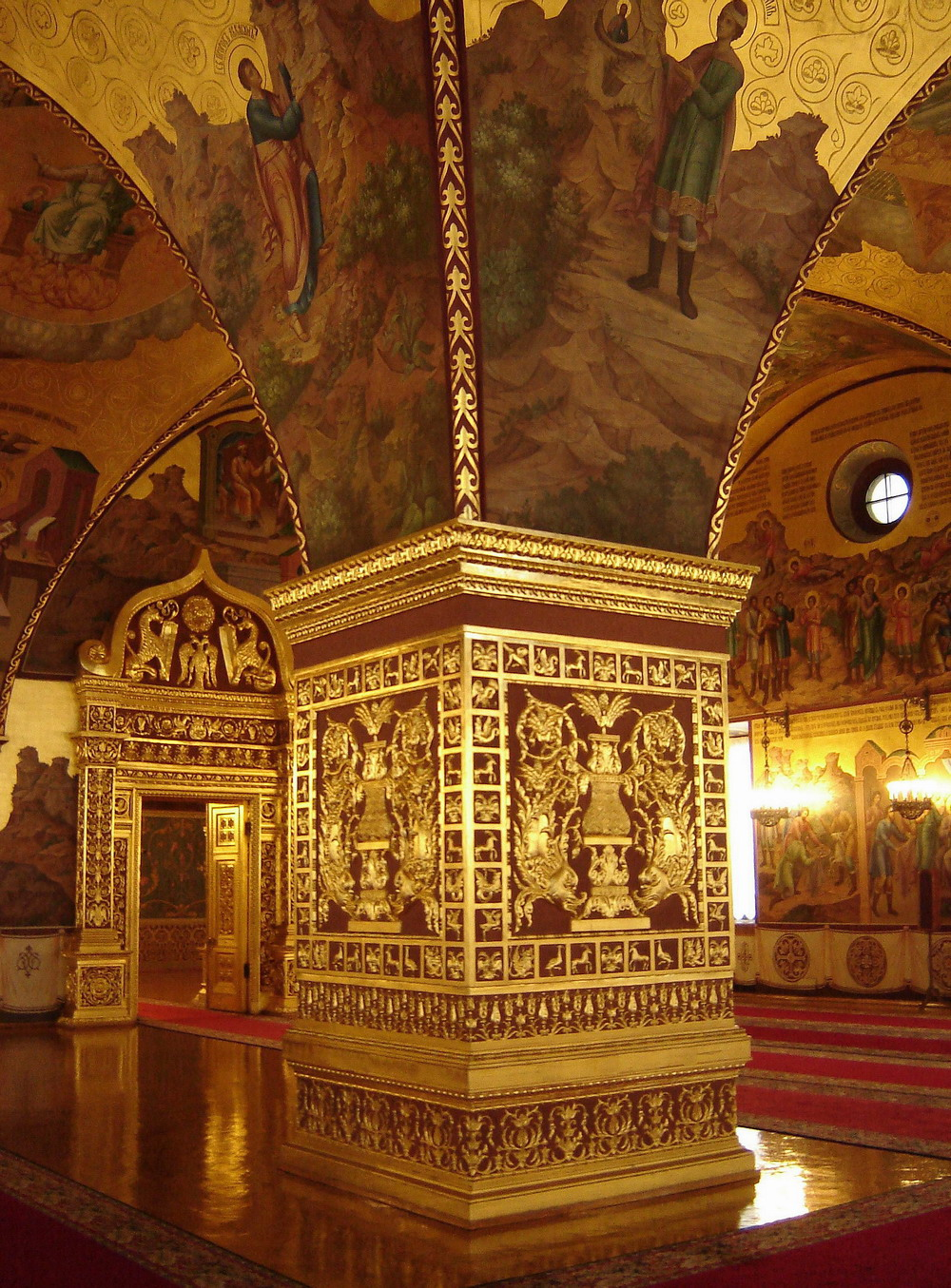
그라노비타야궁의 기둥

## 역사
1490년에 이반 3세 대공이 마르코 루포, 그리고 피에트로 솔라리오, 이 두 명의 이탈리아 르네상스 건축가들을 시켜 화재로 불타버린 크렘린 궁전을 대대적으로 복구하는 임무를 맡겼다. 새로운 궁전은 1492년에 모두 완공되었으며, 이후 국가의 가장 중요한 행사들, 예를 들어 즉위식이나 연회 등에 사용되었다. 이반 4세는 1552년에 자신이 카잔 칸국을 정벌한 것을 축하하며 이 곳에서 3일 동안이나 연회를 열었으며, 표트르 1세는 폴타바 전투에서 스웨덴에게 승리한 것을 기념하기 위하여, 그리고 대북방 전쟁에서 대승한 것을 기념하기 위하여 이 곳에서 연회를 열었다. 
몇 백년 동안 그라노비타야궁은 수많은 화재 사건과 훼손 사건들을 겪었고, 그 때마다 다시 복구되었다. 그라노비타야궁은 현재도 알현실의 용도로 사용되는데, 가장 대표적인 예가 1994년에 엘리자베스 2세가 러시아를 국빈 방문하였을 때였다. 2012년에 복원 작업이 끝난 이후에는 관광객들에게도 출입 허가가 떨어졌으나, 오직 소수의 미리 신청한 사람들만 이 곳을 관람할 수 있도록 통제하였다.